# Голден-Веллі (округ, Північна Дакота)
Шаблон:StateAbbr_ 46°56′ пн. ш. 103°50′ зх. д. / 46.94° пн. ш. 103.84° зх. д.
Округ Голден-Веллі (англ. Golden Valley County) — округ (графство) у штаті Північна Дакота, США. Ідентифікатор округу 38033.

## Історія
Округ утворений 1912 року.

## Демографія
За даними перепису
2000 року
загальне населення округу становило 1924 осіб, усе сільське.
Серед мешканців округу чоловіків було 925, а жінок — 999. В окрузі було 761 домогосподарство, 507 родин, які мешкали в 973 будинках.
Середній розмір родини становив 3,01.
Віковий розподіл населення поданий у таблиці:
| Стать    | До 15 років | 15-21 | 22-29 | 30-39 | 40-49 | 50-65 | 65-85 | Понад 85 |
| -------- | ----------- | ----- | ----- | ----- | ----- | ----- | ----- | -------- |
| Чоловіки | 190         | 124   | 52    | 99    | 151   | 148   | 134   | 27       |
| Жінки    | 200         | 101   | 50    | 106   | 145   | 148   | 199   | 50       |

## Суміжні округи
- Маккензі — північ
- Біллінгс — схід
- Слоуп — південь
- Феллон, Монтана — південний захід
- Вайбо, Монтана — захід

## Виноски
1. ↑  US Decennial Census. US Census Bureau. Архів оригіналу за 19 липня 2018. Процитовано 28 січня 2015.
2. ↑  Historical Census Browser. University of Virginia Library. Архів оригіналу за 11 серпня 2012. Процитовано 28 січня 2015.
3. ↑  Forstall, Richard L., ред. (27 березня 1995). Population of Counties by Decennial Census: 1900 to 1990. US Census Bureau. Архів оригіналу за 5 березня 2015. Процитовано 28 січня 2015.
4. ↑  Census 2000 PHC-T-4. Ranking Tables for Counties: 1990 and 2000 (PDF). US Census Bureau. 2 квітня 2001. Архів оригіналу (PDF) за 18 грудня 2014. Процитовано 28 січня 2015.
5. ↑  State & County QuickFacts. Бюро перепису населення США. Архів оригіналу за 7 червня 2011. Процитовано 31 жовтня 2013.(англ.) Наведено за англійською вікіпедією.
6. ↑  American FactFinder. Бюро перепису населення США. Архів оригіналу за 21 травня 2008. Процитовано 31 січня 2008.

| США | Це незавершена стаття з географії США. Ви можете допомогти проєкту, виправивши або дописавши її. |